# Liste von zum UNESCO-Welterbe zählenden Kirchengebäuden (Europa)
Die Liste von zum UNESCO-Welterbe zählenden Kirchengebäuden (Europa) ist eine Auslagerung der Liste von zum UNESCO-Welterbe zählenden Kirchengebäuden und enthält ausschließlich zum UNESCO-Welterbe ernannte Kirchengebäude in Europa. Solche Kirchengebäude, die innerhalb eines Ensembles (z. B. einem Kloster oder der „Altstadt“ bzw. dem Kern eines kommunalen Gemeinwesens) zum UNESCO-Welterbe mit ernannt wurden, werden insofern berücksichtigt, als nur auf exemplarische Einzelbeispiele und ggf. hierzu bereits extra angelegte Listen verwiesen wird.
Die Sortierung der Tabellen erfolgt politisch-geografisch zuerst nach dem Alphabet der Ländernamen – wobei bei den Ländern in der Regel die Reihenfolge der politischen Zuordnung gewählt wird (z. B. Zypern wird Europa zugeordnet, wiewohl es geografisch zu Asien gehört) –, dann nach den Orten. Die hierfür zu Europa zählenden Länder sind vollständig gelistet, auch jene, bei denen derzeit (Stand: 2022) laut jeweiliger Welterbe-Landesliste keine Kirche aufgeführt ist.
Die Reihung der Einträge innerhalb der Tabellen folgt derzeit zuerst nach dem Alphabet für die Spalte Ort, dann für die Spalte Name oder nach Chronologie der Aufnahme in die Liste siehe Spalte U-W (wird demnächst noch vereinheitlicht).

## Albanien
| Name                                     | Bild | Ort         | Baujahr             | U-W  | Bemerkung                         |
| ---------------------------------------- | ---- | ----------- | ------------------- | ---- | --------------------------------- |
| St.-Maria-Verkündigung-Kathedrale        |      | Berat       | 1747                | 2008 | Teil der Altstadt von Berat       |
| Kirche der Heiligen Dreifaltigkeit       |      | Berat       | 13.–14. Jahrhundert | 2008 | Teil der Altstadt von Berat       |
| Kirche der Heiligen Maria von Blachernae |      | Berat       | 13. Jahrhundert     | 2008 | Teil der Altstadt von Berat       |
| Basilika                                 |      | Butrint     | 6. Jahrhundert      | 1992 | Teil der Ruinenstadt Butrint      |
| Kirche des Heiligen Sotir                |      | Gjirokastra | 1784                | 2008 | Teil der Altstadt von Gjirokastra |

## Andorra
- Derzeit (Stand: 2022) laut Welterbe in Andorra keine Kirche aufgeführt.

## Belgien
| Name                             | Bild | Ort         | Baujahr                | U-W  | Bemerkung                                      |
| -------------------------------- | ---- | ----------- | ---------------------- | ---- | ---------------------------------------------- |
| Liebfrauenkathedrale             |      | Antwerpen   | 16. Jahrhundert        | 1999 | Belfriede in Belgien und Frankreich            |
| Liebfrauenkirche                 |      | Brügge      | 13. Jahrhundert        | 2000 | ausgezeichnet als Teil der Altstadt von Brügge |
| St.-Salvator-Kathedrale          |      | Brügge      | 1275                   | 2000 | ausgezeichnet als Teil der Altstadt von Brügge |
| Beginenhofkirche Hoogstraten     |      | Hoogstraten | nach 1640              | 1998 | Teil des Weltkulturerbes Flämische Beginenhöfe |
| Beginenhofkirche Lier            |      | Lier        | nach 1664 bis ca. 1764 | 1998 | Teil des Weltkulturerbes Flämische Beginenhöfe |
| Beginenhofkirche Mecheln         |      | Mecheln     | 1637                   | 1998 | Teil des Weltkulturerbes Flämische Beginenhöfe |
| Kathedrale von Mecheln           |      | Mecheln     | 16. Jahrhundert        | 1999 | Belfriede in Belgien und Frankreich            |
| Beginenhofkirche Tongern         |      | Tongern     | 14./15. Jh.            | 1998 | Teil des Weltkulturerbes Flämische Beginenhöfe |
| Liebfrauenbasilika               |      | Tongern     | um 1500                | 1999 | Belfriede in Belgien und Frankreich            |
| Kathedrale Notre-Dame de Tournai |      | Tournai     | 1110                   | 2000 |                                                |

## Belarus
| Name                                                                                                  | Bild | Ort       | Baujahr            | U-W  | Bemerkung |
| --- | ---- | --------- | ------------------ | ---- | --- |
| Kirchen innerhalb des architektonischen und kulturellen Erbes der Adelsfamilie Radziwiłł in Njaswisch |      | Njaswisch | ab 16. Jahrhundert | 2005 | Als Teil des Palastensembles der Familie Radziwiłł in Njaswisch wurde auch die Fronleichnamskirche 2005 in die Liste des UNESCO-Weltkulturerbes aufgenommen. |

## Bosnien und Herzegowina
- Derzeit (Stand: 2022) laut Welterbe in Bosnien und Herzegowina keine Kirche aufgeführt.

## Bulgarien
| Name                            | Bild | Ort               | Baujahr                                  | U-W  | Bemerkung |
| ------------------------------- | ---- | ----------------- | ---------------------------------------- | ---- | --- |
| Felskirchen von Iwanowo         |      | Iwanowo           | zwischen dem 13. und dem 17. Jahrhundert | 1979 | Gruppe von orthodoxen Kirchen, Kapellen und Klosterräumen, die zusammen das Kloster Iwanowo im Nordosten Bulgariens bilden |
| Klosterkirche des Rila-Klosters |      | Oblast Kjustendil | 1834–1837                                | 1983 | Das Kloster des Heiligen Iwan Rilski ist das wichtigste geistige und literarische Zentrum der bulgarischen Wiedergeburt.   |
| Christus-Pantokrator-Kirche     |      | Nessebar          | zwischen dem 13. und 14. Jahrhundert     | 1983 | eines von mehreren Kirchengebäuden in der Altstadt von Nessebar                                                            |
| Kirche von Bojana               |      | Sofia             | 10. Jahrhundert                          | 1979 | Mittelalterliche bulgarisch-orthodoxe Kirche in Sofia, bekannt wegen ihrer Fresken aus dem Jahre 1259                      |

## Dänemark
| Name                                           | Bild | Ort            | Baujahr  | U-W  | Bemerkung |
| ---------------------------------------------- | ---- | -------------- | -------- | ---- | --- |
| Kirche von Jelling                             |      | Jelling        | vor 1100 | 1994 | eine der ersten Steinkirchen Dänemarks, Teil des Weltkulturerbes Runensteine, Hügelgräber und Kirche von Jelling.                   |
| Dom zu Roskilde                                |      | Roskilde       | 1170     | 1995 | erster gotischer Dom Skandinaviens aus Backstein                                                                                    |
| Kirchen der Herrnhuter-Siedlung Christiansfeld |      | Christiansfeld | 1170     | 2015 | Als Teil der Herrnhuter-Siedlung Christiansfeld sind deren Kirchen 2015 in die Liste des UNESCO-Weltkulturerbes aufgenommen worden. |

## Deutschland
| Name                              | Bild | Ort                    | Baujahr                                       | U-W               | Bemerkung |
| --------------------------------- | ---- | ---------------------- | --------------------------------------------- | ----------------- | --- |
| Aachener Dom                      |      | Aachen                 | ab 8. Jh.                                     | 1978              | |
| Dom St. Georg                     |      | Bamberg                | ab 1004                                       | 1993              | eines von mehreren Kirchengebäuden innerhalb der ausgezeichneten Bamberger Altstadt                                                       |
| Marktkirche Goslar                |      | Goslar                 | 11. Jahrhundert                               | 1992              | eines von mehreren Kirchengebäuden als Teil des Weltkulturerbes Bergwerk Rammelsberg, Altstadt von Goslar und Oberharzer Wasserwirtschaft |
| St.-Jakobi-Kirche Goslar          |      | Goslar                 | 11. Jahrhundert                               | 1992              | eines von mehreren Kirchengebäuden als Teil des Weltkulturerbes Bergwerk Rammelsberg, Altstadt von Goslar und Oberharzer Wasserwirtschaft |
| Neuwerkkirche Goslar              |      | Goslar                 | 12. Jahrhundert                               | 1992              | eines von mehreren Kirchengebäuden als Teil des Weltkulturerbes Bergwerk Rammelsberg, Altstadt von Goslar und Oberharzer Wasserwirtschaft |
| Hoher Dom St. Mariä Himmelfahrt   |      | Hildesheim             | 872, wiedererrichtet 1950–1960                | 1985              | bekannt als: Hildesheimer Dom |
| St. Michaelis                     |      | Hildesheim             | um 1010–33, wiedererrichtet 1950              | 1985              | |
| St. Stephanus und Vitus           |      | Höxter                 | Westwerk 9. Jahrhundert Hauptschiff nach 1667 | 2014              | ehemalige Abteikirche des Klosters Corvey                                                                                                 |
| Hoher Dom St. Peter & Maria       |      | Köln                   | 1248–1880 (in zwei Perioden)                  | 1996              | bekannt als: Kölner Dom |
| St. Marien                        |      | Lübeck                 | 1250–1350                                     | 1987              | ausgezeichnet als Teil der Lübecker Altstadt                                                                                              |
| Klosterkirche Maulbronn           |      | Maulbronn              | ab 1147                                       | 1993              | Kirchengebäude innerhalb des ausgezeichneten Klosters Maulbronn                                                                           |
| Dom St. Peter & Paul              |      | Naumburg               | 13. Jahrhundert                               | 2018              | bekannt als: Naumburger Dom |
| Alexander-Newski-Gedächtniskirche |      | Potsdam                | 1826–1829                                     | 1995              | auf dem Kapellenberg der russischen Kolonie Alexandrowka, Teil der Schlösser und Gärten von Potsdam und Berlin                            |
| Friedenskirche                    |      | Potsdam                | 1845–1848                                     | 1990              | Teil der Schlösser und Gärten von Potsdam und Berlin                                                                                      |
| Heilandskirche am Port von Sacrow |      | Potsdam                | 1844                                          | 1992              | Teil der Schlösser und Gärten von Potsdam und Berlin                                                                                      |
| Stiftskirche St. Servatius        |      | Quedlinburg            | 1070–1129                                     | 1994              | eines von mehreren Kirchengebäuden innerhalb der ausgezeichneten Quedlinburger Altstadt                                                   |
| Dom St. Peter                     |      | Regensburg             | ab 1273                                       | 2006              | eines von mehreren Kirchengebäuden innerhalb der ausgezeichneten Regensburger Altstadt mit Stadtamhof                                     |
| Münster St. Maria und Markus      |      | Insel Reichenau        | 9. Jahrhundert                                | Kloster Reichenau | Abteikirche des Klosters Reichenau |
| Speyerer Dom                      |      | Speyer                 | ab 1030                                       | 1981              | |
| Wieskirche                        |      | Steingaden             | 1745–54                                       | 1983              | |
| St.-Marien-Kirche                 |      | Stralsund              | 13. Jahrhundert                               | 2002              | eines von mehreren Kirchengebäuden innerhalb der ausgezeichneten Historischen Altstädte Stralsund und Wismar                              |
| Trierer Dom                       |      | Trier                  | ab 4. Jh.                                     | 1986              | ausgezeichnet als Teil UNESCO-Welterbes Römische Baudenkmäler, Dom und Liebfrauenkirche in Trier                                          |
| Liebfrauenkirche                  |      | Trier                  | 1230–60                                       | 1986              | ausgezeichnet als Teil UNESCO-Welterbes Römische Baudenkmäler, Dom und Liebfrauenkirche in Trier                                          |
| Konstantinbasilika                |      | Trier                  | 4. Jh.                                        | 1986              | ausgezeichnet als Teil UNESCO-Welterbes Römische Baudenkmäler, Dom und Liebfrauenkirche in Trier                                          |
| Herderkirche                      |      | Weimar                 | 1498–1500                                     | 1998              | gehört zum Ensemble Klassisches Weimar |
| Nikolaikirche                     |      | Wismar                 | 1381–1487                                     | 2002              | eines von mehreren Kirchengebäuden innerhalb der ausgezeichneten Historischen Altstädte Stralsund und Wismar                              |
| Schlosskirche                     |      | Lutherstadt Wittenberg | 1490–1511                                     | 1996              | Kirche, an der Martin Luther seine 95 Thesen anschlug, eine der Luthergedenkstätten in Eisleben und Wittenberg                            |
| Stadtkirche Wittenberg            |      | Lutherstadt Wittenberg |                                               | 1996              | Prediktkirche Luthers, eine der Luthergedenkstätten in Eisleben und Wittenberg                                                            |

## Estland
| Name                        | Bild | Ort     | Baujahr         | U-W  | Bemerkung                  |
| --------------------------- | ---- | ------- | --------------- | ---- | -------------------------- |
| Alexander-Newski-Kathedrale |      | Tallinn | 1894/95–1900    | 1997 | Teil der Altstadt Tallinns |
| Heiliggeistkirche           |      | Tallinn | 1380            | 1997 | Teil der Altstadt Tallinns |
| Olaikirche                  |      | Tallinn | 12. Jahrhundert | 1997 | Teil der Altstadt Tallinns |

## Finnland
| Name                          | Bild | Ort        | Baujahr | U-W  | Bemerkung |
| ----------------------------- | ---- | ---------- | ------- | ---- | --- |
| Kirche der Altstadt von Rauma |      | Rauma      | um 1520 | 1991 | Als Teil der Altstadt von Rauma ist auch die Heiligkreuzkirche des einstigen Franziskanerkloster 1991 zum UNESCO-Weltkulturerbe erklärt worden. |
| Alte Kirche von Petäjävesi    |      | Petäjävesi | 1764    | 1994 | Holzkirche hat nach dem Vorbild der Zentralbauten der Renaissance                                                                               |

## Frankreich
| Name                                 | Bild | Ort                  | Baujahr   | U-W  | Bemerkung                                                                |
| ------------------------------------ | ---- | -------------------- | --------- | ---- | ------------------------------------------------------------------------ |
| Kathedrale Notre Dame d’Amiens       |      | Amiens               | 1220–1854 | 1981 |                                                                          |
| Basilika Saint-Michel                |      | Bordeaux             | 1473      | 1998 | Bestandteil des ausgezeichneten französischen Jakobsweges Via Turonensis |
| Kathedrale von Bordeaux              |      | Bordeaux             |           | 1998 | Bestandteil des ausgezeichneten französischen Jakobsweges Via Turonensis |
| Kathedrale Notre-Dame de Chartres    |      | Chartres             | 1260      | 1979 |                                                                          |
| Abteikirche von Fontenay             |      | Fontenay             | 1147      | 1981 | Teil des UNESCO-Welterbes „Zisterzienserkloster von Fontenay“            |
| Mont-Saint-Michel                    |      | Le Mont-Saint-Michel | ab 966    | 1979 |                                                                          |
| Kathedrale Notre-Dame de Paris       |      | Paris                | 1345      | 1991 | Teil des UNESCO-Welterbes Seineufer von Paris                            |
| Abteikirche Saint-Savin-sur-Gartempe |      | Saint-Savin          | 1115      | 1983 |                                                                          |
| St-Sernin de Toulouse                |      | Toulouse             | 1077      | 1998 | Bestandteil des ausgezeichneten französischen Jakobsweges Via Tolosana   |
| Basilika Sainte-Marie-Madeleine      |      | Vézelay              | 1260      | 1998 | Teil des UNESCO-Welterbes „Kirche und Hügel von Vézelay“                 |
| Chapelle Notre-Dame-du-Haut          |      | Ronchamp             | 1953–1955 | 2016 | Teil des UNESCO-Welterbes „Das architektonische Werk von Le Corbusier“   |
| Kloster Sainte-Marie de la Tourette  |      | Éveux                | 1956–1960 | 2016 | Teil des UNESCO-Welterbes „Das architektonische Werk von Le Corbusier“   |

## Georgien
| Name                                | Bild | Ort       | Baujahr            | U-W  | Bemerkung |
| ----------------------------------- | ---- | --------- | ------------------ | ---- | --- |
| Historische Denkmäler von Mzcheta   |      | Mzcheta   | ab 11. Jahrhundert | 1994 | Historische Kirchen und Klöster in Mzcheta, der ehemaligen Hauptstadt Georgiens, darunter die Swetizchoweli-Kathedrale, das Dschwari-Kloster und das Samtavro-Kloster. |
| Kirchen der Dörfer in Oberswanetien |      | Swanetien | ab 9. Jahrhundert  | 1996 | |

## Griechenland
| Name                                                     | Bild | Ort            | Baujahr            | U-W  | Bemerkung |
| -------------------------------------------------------- | ---- | -------------- | ------------------ | ---- | --- |
| Meteora-Klöster                                          |      | nahe Kalambaka | ab 14. Jahrhundert | 1988 | Der Name Metéora leitet sich von altgriechisch μετέωρος metéōros, deutsch ‚in der Luft schwebend‘ (Neutrum Plural μετέωρα in der Bedeutung „Himmelserscheinungen“) ab. Dieser Name beschreibt die Lage der Klöster, die auf hohen Sandsteinfelsen gebaut wurden und bei dunstiger Luft manchmal zu schweben scheinen. Die gesamte Anlage besteht aus 24 einzelnen Klöstern und Eremitagen, von denen heute nur noch sechs bewohnt sind. Die restlichen achtzehn Klöster sind entweder zu schwer zu erreichen oder wurden wegen Einsturzgefahr verlassen. |
| Frühchristliche und byzantinische Bauten in Thessaloniki |      | Thessaloniki   | ab 4. Jahrhundert  | 1988 | Frühchristliche und byzantinische Bauten in Thessaloniki ist die zusammenfassende Bezeichnung für 15 Bauten, darunter 13 Kirchengebäude, im Zentrum von Thessaloniki. |
| Mystras                                                  |      | Mystras        | ab 4. Jahrhundert  | 1989 | Ehemals wichtige Stadt des Byzantinischen Reiches, nach Aufgabe der Stadt verfiel diese und ist heute als Ruinenstadt mit zahlreichen Kirchen erhalten. |
| Kloster Daphni                                           |      | Athen          | um 1080            | 1990 | Das Kloster gehört zusammen mit den Klöstern Hosios Lukas bei Delphi und Nea Moni auf Chios zu den drei wichtigsten byzantinischen Sakralbauten des 11. Jahrhunderts in Griechenland. Es befindet sich neun Kilometer westnordwestlich des Stadtzentrums von Athen an einem niedrigen Pass durch das Egaleo-Gebirge bei dem zur Gemeinde Chaidari gehörenden Vorort Dafni. |
| Kloster Hosios Lukas                                     |      | Delphi         | 1042               | 1990 | Das Kloster (auch: Lukaskloster) gehört zusammen mit den Klöstern Daphni in Athen und Nea Moni auf Chios zu den drei wichtigsten byzantinischen Sakralbauten des 11. Jahrhunderts in Griechenland. Es liegt in Böotien in der Region Mittelgriechenland etwa 20 km ostsüdöstlich von Delphi. |
| Kloster Nea Moni                                         |      | Chios          | um 1080            | 1990 | Das Kloster gehört zusammen mit den Klöstern Daphni in Athen und Hosios Lukas bei Delphi und zu den drei wichtigsten byzantinischen Sakralbauten des 11. Jahrhunderts in Griechenland. Es ist vor allem für seine Mosaiken berühmt und Mariä Himmelfahrt geweiht. |
| Kirchen Agios-Spyridonas und Agios-Jason-Sossipatros     |      | Korfu          | um 11. Jahrhundert | 1990 | Die Agios-Jason-Sossipatros-Kirche wurde im 11. Jahrhundert erbaut. Sie ist zwei Missionaren geweiht, die das Christentum auf der Insel Korfu verbreiteten. Diese Kirche wie auch die Agios-Spyridonas-Kirche gehören zur Altstadt von Korfu, die in die UNESCO-Liste des Weltkulturerbes aufgenommen wurde. |

## Irland
- Derzeit (Stand: 2022) laut Welterbe in Irland keine Kirche aufgeführt.

## Island
- Derzeit (Stand: 2022) laut Welterbe in Island keine Kirche aufgeführt.

## Italien
Die zum Vatikan als Enklave in Italien innerhalb des Stadtgebiets von Rom gehörenden Kirchengebäude
→ siehe Listenabschnitt Vatikanstadt.
Die zum Weltkulturerbe zählenden Kirchengebäude in der Altstadt von Rom
 → siehe Liste von zum UNESCO-Welterbe zählenden Kirchengebäuden in Rom (Altstadt).
| Name                                           | Bild | Ort                         | Baujahr         | U-W  | Bemerkung |
| ---------------------------------------------- | ---- | --------------------------- | --------------- | ---- | --- |
| Basilika von Aquileia                          |      | Aquileia                    | 11. Jh.         | 1998 | berühmt wegen seiner Mosaikfußböden |
| Basilika San Francesco                         |      | Assisi                      | 1228–1253       | 2000 | Grablegungskirche des heiligen Franziskus von Assisi |
| Basilika Santa Maria degli Angeli              |      | Assisi                      | 1569–1679       | 2000 | 1569 auf Geheiß von Papst Pius V. über der Portiuncula errichtet |
| Portiuncula                                    |      | Assisi                      | 4. Jh.          | 2000 | 1208 gründete Franziskus von Assisi in der kleinen Kapelle den Franziskanerorden und verstarb hier 1226 |
| San Damiano                                    |      | Assisi                      | 12. Jh.         | 2000 | Rückzugsort des hl. Franziskus |
| Santa Maria delle Carceri (Monte Subiaso)      |      | Assisi                      | 15. Jh.         | 2000 | war zur Zeit des 13. Jahrhunderts eine kleine Kapelle, die oft vom hl. Franziskus aufgesucht wurde |
| Santa Sofia                                    |      | Benevento                   | 760–762         | 2011 | 760 unter dem Langobardenherzog Arichis II. als Teil eines zentralen Heiligtums der Kleinen Lombardei unter der Obhut eines Benediktinerinnenklosters gegründet.                                                 |
| Wallfahrtskirche von Oropa                     |      | Biella                      |                 | 2003 | eines von mehreren Kirchengebäuden auf dem Sacro Monte di Oropa, Teil des Welterbes Sacri Monti |
| Abteikirche San Salvatore                      |      | Brescia                     | 753–1599        | 2011 | San Salvatore wurde 753 von Desiderius, dem späteren König der Langobarden, und seiner Ehefrau Ansa als Frauenkloster gegründet.                                                                                 |
| Kathedrale von Caltagirone                     |      | Caltagirone                 | 1282            | 2002 | eine von mehreren Kirchengebäuden in Caltagirone, eine spätbarocke Stadt des Val di Noto |
| Kathedrale von Catania                         |      | Catania                     | ca. 1070–1093   | 2002 | eine von mehreren Kirchengebäuden in Catania, eine spätbarocke Stadt des Val di Noto |
| Kathedrale von Cefalù                          |      | Cefalù                      | 1131–1471       | 2015 | geplant vom normannischen König Roger II., zeigt Einflüsse arabischer Architektur |
| Wallfahrtskirche SS. Crocifisso                |      | Domodossola                 |                 | 2003 | eines von mehreren Kirchengebäuden auf dem Sacro Monte di Domodossola, Teil des Welterbes Sacri Monti |
| Kathedrale von Ferrara                         |      | Ferrara                     | 12.–17. Jh.     | 1995 | Teil der Altstadt von Ferrara |
| Kathedrale von Florenz                         |      | Florenz                     | 1296–1903       | 1982 | Teil der Altstadt von Florenz |
| Wallfahrtskirche der heiligen Dreifaltigkeit   |      | Ghiffa                      |                 | 2003 | eines von mehreren Kirchengebäuden auf dem Sacro Monte di Ghiffa, Teil des Welterbes Sacri Monti |
| Santa Maria delle Grazie                       |      | Mailand                     | 1463–1497       | 1980 | Das Refektorium enthält Das Abendmahl von Leonardo da Vinci |
| Dom von Mantua                                 |      | Mantua                      | 14.–15. Jh.     | 2008 | Teil der ausgezeichneten Stadt Mantua |
| Felsenkirchen von Matera                       |      | Matera                      | Hochmittelalter | 1993 | Die Kirchen der Höhlensiedlungen Sassi di Matera liegen an steilen Felshängen neben der Altstadt Materas |
| Santa Maria della Stella                       |      | Militello in Val di Catania | 18. Jh.         | 2002 | eine von mehreren Kirchengebäuden in Militello in Val di Catania, eine spätbarocke Stadt des Val di Noto |
| Kathedrale von Modena                          |      | Modena                      | 1099–1319       | 1997 | Zum Welterbe gehört daneben der Glockenturm und die Piazza Grande |
| Dom San Giorgio                                |      | Modica                      |                 | 2002 | eine von mehreren Kirchengebäuden in Modica, eine spätbarocke Stadt des Val di Noto |
| Kathedrale von Monreale                        |      | Monreale                    | 1172–1267       | 2015 | in Auftrag gegeben von König Wilhelm II. von Sizilien, gebaut im normannisch-arabisch-byzantinischen Baustil mit arabischen Stilelementen in der Fassade und byzantinischen Goldgrundmosaiken an den Innenwänden |
| Kathedrale von Neapel                          |      | Neapel                      | 13.–19. Jh.     | 1995 | Teil der Altstadt von Neapel |
| Kathedrale von Noto                            |      | Noto                        | 18. Jh.         | 2002 | eine von mehreren Kirchengebäuden in Noto, eine spätbarocke Stadt des Val di Noto |
| Cappella XV, Stigmatisation des Heiligen Franz |      | Orta San Giulio             |                 | 2003 | eine von 20 Kapellen auf dem Sacro Monte d’Orta, Teil des Welterbes Sacri Monti |
| Cappella XIV, Mariä Himmelfahrt                |      | Ossuccio                    | 1635–1710       | 2003 | eine von 14 Kapellen auf dem Sacro Monte di Ossuccio, Teil des Welterbes Sacri Monti |
| Klosterkirche der Kartause von Padula          |      | Padula                      |                 | 1998 | Teil des Weltkulturerbes Nationalpark Cilento und Vallo di Diano mit den archäologischen Stätten von Paestum und Elea und der Kartause von Padula                                                                |
| Basilica di San Paolo                          |      | Palazzolo Acreide           |                 | 2002 | eine von mehreren Kirchengebäuden in Palazzolo Acreide, eine spätbarocke Stadt des Val di Noto |
| Cappella Palatina                              |      | Palermo                     | 1143            | 2015 | unter Roger II. als Hofkapelle des Palazzo dei Normanni von Palermo errichtet |
| Kathedrale von Palermo                         |      | Palermo                     | 1185–18. Jh.    | 2015 | im normannisch-arabischen Stil auf den Grundmauern einer Kathedrale gebaut, die im 6. Jahrhundert unter Papst Gregor dem Großen errichtet und 1169 von einem Erdbeben zerstört wurde                             |
| San Cataldo                                    |      | Palermo                     | 1154–1160       | 2015 | als Privatkirche für den Ammiratus Maio von Bari erbaut, eine der letzten Kirchen Siziliens im arabisch-normannischen Stil                                                                                       |
| San Giovanni degli Eremiti                     |      | Palermo                     | 1136            | 2015 | von Roger II. als Teil des ersten römisch-katholischen Klosters auf Sizilien errichtet |
| Santa Maria dell’Ammiraglio                    |      | Palermo                     | 1143            | 2015 | erbaut als Privatkirche für Georg von Antiochien, dem Ammiratus von König Rogers II. |
| Dom von Pienza                                 |      | Pienza                      | ca. 1459–1462   | 1996 | Teil der Altstadt von Pienza |
| Baptisterium                                   |      | Pisa                        | 1152–14. Jh.    | 1987 | Taufkirche des Doms in Pisa |
| Dom zu Pisa                                    |      | Pisa                        | 1063–1092       | 1987 | Kathedrale des Erzbistums Pisa am Domplatz |
| Wallfahrtskirche Santa Maria Assunta           |      | Ponzano Monferrato          |                 | 2003 | eines von mehreren Kirchengebäuden auf dem Sacro Monte di Crea, Teil des Welterbes Sacri Monti |
| Kathedrale von Ragusa                          |      | Ragusa                      | 1694–1777       | 2002 | eine von mehreren Kirchengebäuden in Ragusa, eine spätbarocke Stadt des Val di Noto |
| Baptisterium der Arianer                       |      | Ravenna                     | 5.–6. Jh.       | 1996 | Taufkapelle der Arianer |
| Baptisterium der Kathedrale                    |      | Ravenna                     | 5. Jh.          | 1996 | ältestes erhaltene Bauwerk in Ravenna, Wand- und Deckenmosaike stammen aus der Zeit von Bischof Neon (Mitte 5. Jahrhundert)                                                                                      |
| Erzbischöfliche Kapelle                        |      | Ravenna                     | 495             | 1996 | einziges erhaltene privates frühchristliches Oratorium |
| Sant’Apollinare in Classe                      |      | Ravenna                     | 532–549         | 1996 | dem hl. Apollinaris von Ravenna geweiht, berühmt für seine Wandmosaiken |
| Sant’Apollinare Nuovo                          |      | Ravenna                     | 505–20. Jh.     | 1996 | auf Veranlassung Theoderichs des Großen errichtet, berühmt für seine Wandmosaiken |
| San Vitale                                     |      | Ravenna                     | 6. Jh.          | 1996 | eine der bedeutendsten Kirchenbauten der spätantik-frühbyzantinischen Zeit, berühmt für ihre Mosaikausstattung im Innern                                                                                         |
| Chiesa della Beata Vergine Incoronata          |      | Sabbioneta                  | 1586–1588       | 2008 | Teil der ausgezeichneten Stadt Sabbioneta |
| Collegiata Santa Maria Assunta                 |      | San Gimignano               | 10. Jh.–1056    | 1990 | Teil der Altstadt von San Gimignano |
| San Bartolomeo                                 |      | Scicli                      | 15.–19. Jh.     | 2002 | eine von mehreren Kirchengebäuden in Scicli, eine spätbarocke Stadt des Val di Noto |
| Dom von Siena                                  |      | Siena                       | ca. 1220–1370   | 1995 | Teil der Altstadt von Siena |
| Kathedrale von Syrakus                         |      | Syrakus                     | 7. Jh.–1753     | 2005 | eines von mehreren Kirchengebäuden innerhalb des UNESCO-Welterbes Syrakus und die Felsnekropolis von Pantalica                                                                                                   |
| Dom von Urbino                                 |      | Urbino                      | 1789–1801       | 1998 | Teil der Altstadt von Urbino |
| Kreuzigungskapelle                             |      | Valperga                    | 1712–1825       | 2003 | eines von mehreren Kirchengebäuden auf dem Sacro Monte di Belmonte, Teil des Welterbes Sacri Monti |
| Basilica dell’Assunta                          |      | Varallo (Piemont)           | 1614–1713       | 2003 | eines von mehreren Kirchengebäuden auf dem Sacro Monte di Varallo, Teil des Welterbes Sacri Monti |
| Cappella VII, Die Geißelung                    |      | Varese                      |                 | 2003 | eine von 15 Kapellen auf dem Sacro Monte di Varese, Teil des Welterbes Sacri Monti |
| Markusdom                                      |      | Venedig                     | 1063–1617       | 1987 | eines von mehreren Kirchengebäuden innerhalb des UNESCO-Welterbes Venedig und seine Lagune |
| San Zeno Maggiore                              |      | Verona                      | 4. Jh.–1389     | 2000 | Teil der Altstadt von Verona |
| Kathedrale von Vicenza                         |      | Vicenza                     | 8.–20. Jh.      | 1994 | Teil der Altstadt von Vicenza |

## Kosovo
- Wiewohl Kosovo seit 2008 von Serbien unabhängig ist, ist der Kosovo kein Vertragsstaat der Welterbekonvention. Die Welterbestätten im Kosovo werden in der UNESCO-Liste (auch hier) unter Serbien geführt.

## Kroatien
| Name                                    | Bild | Ort       | Baujahr            | U-W  | Bemerkung |
| --------------------------------------- | ---- | --------- | ------------------ | ---- | --- |
| Kirchen der Altstadt von Split          |      | Split     | ab 4. Jahrhundert  | 1979 | Als der Altstadt von Split wurden auch deren Kirchen (darunter die Kathedrale von Split) 1979 zum UNESCO-Welterbe erklärt. |
| Kirchen der Altstadt von Dubrovnik      |      | Dubrovnik | 14. Jahrhundert    | 1979 | Als der Altstadt von Dubrovnik wurden auch deren Kirchen 1979 zum UNESCO-Welterbe erklärt. |
| Euphrasius-Basilika                     |      | Poreč     | 6. Jahrhundert     | 1997 | Die Euphrasius-Basilika in Poreč, römisch Parentium, italienisch Parenzo, ist die Kathedrale des kroatischen Bistums Poreč-Pula mit dem Titel einer Basilica minor. Die in ihrer heutigen Gestalt im 6. Jahrhundert errichtete Kirche ist einer der bedeutendsten Sakralbauten Kroatiens. Weil sie in späteren Zeiten kaum verändert wurde, ist sie eines der wichtigen Zeugnisse spätantiker und frühbyzantinischer Kunst im gesamten Adriaraum; 1997 wurde sie von der UNESCO in die Liste des Weltkulturerbes aufgenommen. |
| Kirchen der Altstadt von Trogir         |      | Trogir    | ab 13. Jahrhundert | 1997 | Als Teil der Altstadt von Trogir wurden auch deren Kirchen 1997 zum UNESCO-Welterbe erklärt. |
| Kathedrale des heiligen Jakob (Sibenik) |      | Šibenik   | 15. Jahrhundert    | 2000 | Die Kathedrale des Heiligen Jakob ist das bedeutendste Bauwerk von Šibenik in der kroatischen Gespanschaft Šibenik-Knin in Dalmatien. Die Kathedrale, die den Übergangsstil von der Spätgotik zur Renaissance repräsentiert, wurde im venezianisch-gotischen Stil begonnen und im Stil der toskanischen Renaissance fertiggestellt. |

## Lettland
| Name            | Bild | Ort  | Baujahr            | U-W  | Bemerkung |
| --------------- | ---- | ---- | ------------------ | ---- | --- |
| Kirchen in Riga |      | Riga | ab 13. Jahrhundert | 1997 | Als Teil der Altstadt und Neustadt von Riga sind die ca. 40 Kirchen der Hauptstadt von Lettland 1997 in die Liste der UNESCO-Welterbestätten aufgenommen worden. |

## Liechtenstein
- Derzeit (Stand: 2022) laut Länderstatistik der UNESCO-Welterbestätten überhaupt nicht aufgeführt.

## Litauen
| Name                             | Bild | Ort     | Baujahr            | U-W  | Bemerkung |
| -------------------------------- | ---- | ------- | ------------------ | ---- | --- |
| Kirchen der Altstadt von Vilnius |      | Vilnius | ab 15. Jahrhundert | 1994 | Als Teil der Altstadt von Vilnius sind auch die Kirchen in der litauischen Hauptstadt 1994 in die Liste der UNESCO-Welterbestätten aufgenommen worden. |

## Luxemburg
| Name                               | Bild | Ort       | Baujahr            | U-W  | Bemerkung |
| ---------------------------------- | ---- | --------- | ------------------ | ---- | --- |
| Kirchen der Altstadt von Luxemburg |      | Luxemburg | ab 10. Jahrhundert | 1994 | Als Teil der Altstadt von Luxemburg sind auch deren Kirchen 1994 in die Liste der UNESCO-Welterbestätten aufgenommen worden. |

## Malta
| Name                 | Bild | Ort      | Baujahr            | U-W  | Bemerkung |
| -------------------- | ---- | -------- | ------------------ | ---- | --- |
| Kirchen von Valletta |      | Valletta | ab 16. Jahrhundert | 1980 | Als Teil der Stadt Valletta sind auch die Kirchen in der Hauptstadt der Republik Malta 1980 in die Liste der UNESCO-Welterbestätten aufgenommen worden. |

## Moldau
- Derzeit (Stand: 2022) laut Welterbe in der Republik Moldau keine Kirche aufgeführt.

## Monaco
- Derzeit (Stand: 2022) laut Welterbe in Monaco keine Kirche aufgeführt.

## Montenegro
| Name              | Bild | Ort   | Baujahr            | U-W  | Bemerkung |
| ----------------- | ---- | ----- | ------------------ | ---- | --- |
| Kirchen von Kotor |      | Kotor | ab 12. Jahrhundert | 1979 | Als Teil der Natürlichen und kulturhistorischen Region Kotors sind auch die Kirchen dieser Stadt in Montenegro seit 1979 in die Liste der UNESCO-Welterbestätten aufgenommen worden. |

## Niederlande
| Name                                       | Bild | Ort     | Baujahr | U-W  | Bemerkung |
| ------------------------------------------ | ---- | ------- | ------- | ---- | --- |
| Kathedrale Königin vom heiligen Rosenkranz |      | Curaçao | 1870    | 1997 | Die Kathedrale Königin vom heiligen Rosenkranz (Papiamentu: Kathedrale Reina di Santisimo Rosario, niederländisch: Heilige Rozenkrans kathedraal), auch bekannt als Pietermaai Cathedral, ist eine römisch-katholische Kirche auf der niederländischen Insel Curaçao in der Karibik. Sie dient als Kathedrale des 1958 errichteten Bistums Willemstad. |

## Nordmazedonien
| Name                        | Bild | Ort   | Baujahr            | U-W                     | Bemerkung |
| --------------------------- | ---- | ----- | ------------------ | ----------------------- | --- |
| Kirchen in der Ohrid-Region |      | Ohrid | ab 13. Jahrhundert | 1979 (2019 Erweiterung) | Als Teil der Region um die Stadt Ohrid sind auch deren Kirchen 1979 bzw. 2019 zum UNESCO-Welterbe anerkannt worden. |

## Norwegen
| Name             | Bild | Ort   | Baujahr | U-W  | Bemerkung |
| ---------------- | ---- | ----- | ------- | ---- | --- |
| Stabkirche Urnes |      | Ornes | um 1100 | 1979 | Die Stabkirche Urnes liegt in Ornes am Ostufer des Lusterfjords in Norwegen. Ihr Ursprung geht auf das Jahr 1100 zurück und kann somit als die älteste Stabkirche der Welt bezeichnet werden. Das heute noch erhaltene Gebäude stammt aus dem 12. und 13. Jahrhundert. Es ist vor allem ihr reich geschnitztes Nordportal, weshalb sie 1979 in die Liste des UNESCO-Weltkulturerbes aufgenommen wurde. Sie vereinigt traditionelle Kunst der Wikinger, in denen sich deren ältere Vorstellungen wie den Weltenbaum Yggdrasil spiegelten, und Bauformen der Romanik. Die Schnitzereien an der Stabkirche sind namengebend für den Urnes-Stil, die jüngste Stilrichtung des nordischen Frühmittelalters (Oseberg, Borre, Bredal, Jelling, Mammen), die sich alle aus dem Germanischen Tierstil entwickelten. |
| Røros Kirke      |      | Røros | um 1100 | 1980 | Die Røros Kirke überragt als weiße Oktogonalkirche aus dem Jahre 1784 die Bergstadt Røros, mit der sie zusammen in die Liste des UNESCO-Weltkulturerbes aufgenommen wurde. Am Glockenturm sind die Bergmannszeichen Meißel und Schlägel angebracht. Das Kircheninnere wird von offenen und geschlossenen Galerien und der Königsloge geprägt. An den Wänden hängen die Bilder der Pastoren und Bergwerksdirektoren der vergangenen Jahrhunderte. Ebenfalls beherbergt die Kirche eine Barockorgel. |

## Österreich
| Name                                                 | Bild | Ort      | Baujahr            | U-W  | Bemerkung |
| ---------------------------------------------------- | ---- | -------- | ------------------ | ---- | --- |
| Kirchen des Historischen Zentrums der Stadt Salzburg |      | Salzburg | ab 8. Jahrhundert  | 1996 | Von den vielen Kirchen im historischen Zentrum von Salzburg dürfte der Salzburger Dom mit seinem Domplatz, auf dem die weltberühmten Salzburger Festspiele mit den Jedermann-Aufführungen, die bekannteste sein. Weitere Kirchen siehe u. a. → Salzburger Altstadt (links), Altstadt (rechts), Erhardkirche, Pfarrkirche Mülln und Johannsspitalkirche. |
| Stiftskirche von Melk                                |      | Melk     | ab 11. Jahrhundert | 2000 | Die Stiftskirche von Melk trägt – obschon der Schutzpatron des Stiftes der hl. Koloman ist, und die Kirche auch dessen Grablege – das Patrozinium St. Petrus und Paulus. Sie ist das Wahrzeichen der Stadt Melk und der Wachau, und gilt als eine der schönsten Barockkirchen in Österreich. Als Teil der Kulturlandschaft Wachau in die Liste des UNESCO-Weltkulturerbes aufgenommen. |
| Stephansdom                                          |      | Wien     | ab 13. Jahrhundert | 2001 | Der Stephansdom (eigentlich Dom- und Metropolitankirche zu St. Stephan und allen Heiligen) am Wiener Stephansplatz (Bezirk Innere Stadt) ist seit 1365 Domkirche (Sitz eines Domkapitels), seit 1469/1479 Kathedrale (Bischofssitz) und seit 1723 Metropolitankirche des Erzbischofs von Wien. Der von den Wienern kurz Steffl genannte römisch-katholische Dom gilt als Wahrzeichen Wiens und wird mitunter auch als österreichisches Nationalheiligtum bezeichnet. Der Dom wurde als Teil Historischen Zentrums von Wien in die Liste des UNESCO-Weltkulturerbes aufgenommen.                                                                                           |
| Wiener Karlskirche                                   |      | Wien     | 1739               | 2001 | Die Wiener Karlskirche ist eine römisch-katholische Kirche im 4. Wiener Gemeindebezirk Wieden. Die in der ersten Hälfte des 18. Jahrhunderts erbaute Kirche liegt an der Südseite des zentrumsnahen Karlsplatzes und ist einer der bedeutendsten barocken Kirchenbauten nördlich der Alpen und eines der Wahrzeichen Wiens. Sie wurde als Teil Historischen Zentrums von Wien in die Liste des UNESCO-Weltkulturerbes aufgenommen. |
| Votivkirche                                          |      | Wien     | 1879               | 2001 | Die Wiener Votivkirche, eine römisch-katholische Kirche nächst der Ringstraße im Gemeindebezirk Alsergrund in unmittelbarer Nachbarschaft zum Hauptgebäude der Universität Wien gelegen, ist eines der bedeutendsten neugotischen Sakralbauwerke der Welt. Die Entstehung des Ringstraßendoms, errichtet durch den Architekten Heinrich Ferstel, geht auf das Attentat auf den jungen Kaiser Franz Joseph I. am 18. Februar 1853 durch den Schneidergesellen János Libényi zurück. Mit einer Höhe von 99 Metern ist die Votivkirche die zweithöchste Kirche Wiens. Sie wurde als Teil Historischen Zentrums von Wien in die Liste des UNESCO-Weltkulturerbes aufgenommen. |

## Polen
| Name                                                        | Bild | Ort                     | Baujahr            | U-W  | Bemerkung |
| ----------------------------------------------------------- | ---- | ----------------------- | ------------------ | ---- | --- |
| Kirchen des Historischen Zentrums der Stadt Krakau          |      | Krakau                  | ab 10. Jahrhundert | 1978 | Von den vielen Kirchen im historischen Zentrum von Krakau ist die Adalbertkirche ist wohl die kleinste Kirche der Stadt, sowie eines der ältesten Beispiele für romanische Baukunst in Polen, das als Teil des Historischen Zentrums der Stadt Krakau in die Liste des UNESCO-Weltkulturerbes aufgenommen wurde. |
| Kirchen der Warschauer Altstadt                             |      | Warschau                | ab 11. Jahrhundert | 1980 | Innerhalb der Stadtmauer der Warschauer Altstadt sind drei Kirchen, die im Zweiten Weltkrieg bzw. während des Warschauer Aufstands durch die Nationalsozialisten zerstört und gleich zu Beginn der Nachkriegszeit wieder aufgebaut wurden: die St.-Johannes-Kathedrale, die St.-Martins-Kirche und die Jesuitenkirche. Als Teil der Warschauer Altstadt wurden sie in die Liste des UNESCO-Weltkulturerbes aufgenommen.                                                   |
| Kirchen der Altstadt von Zamość                             |      | Zamość                  | 1630               | 1992 | Die insgesamt fünf Kirchen, darunter die Kollegiatkirche, die zu Polens schönsten Kirchen aus der Zeit des Manierismus gehört, wurden 1992 als Teil der Altstadt von Zamość in die Liste des UNESCO-Weltkulturerbes aufgenommen. |
| Marienkirche                                                |      | Malbork                 | 1344               | 1992 | Der im Jahre 1344 geweihte Sakralbau wurde unter dem Hochmeister Dietrich von Altenburg zur Sankt Marien-Kirche erweitert. Dabei wurde ein über den Baukörper des Hochschlosses hinausragender polygonaler Chor erbaut. An der Außenwand des Chorschlusses befand sich bis 1945 in einer Nische eine acht Meter hohe, mit farbigem Glasmosaik bedeckte Marienplastik. Als Teil der Marienburg (Ordensburg) wurde sie in die Liste des UNESCO-Weltkulturerbes aufgenommen. |
| Kirchen der Altstadt von Toruń (Thorn)                      |      | Toruń                   | ab 13. Jahrhundert | 1997 | Die Kirchen, darunter der Dom St. Johannes, wurden 1997 als Teil der Altstadt von Toruń in die Liste des UNESCO-Weltkulturerbes aufgenommen. |
| Kirche und Kapellen des Kalwaria-Zebrzydowska-Parks         |      | Kalwaria Zebrzydowska   | ab 1601            | 1999 | Die Basilika St. Maria sowie mehrere Kapellen wurden 1999 als Teil des Kalvarienbergs im Kalwaria-Zebrzydowska-Park in die Liste des UNESCO-Weltkulturerbes aufgenommen. |
| Friedenskirchen in Jawor (Jauer) und Świdnica (Schweidnitz) |      | Jawor u. Świdnica       | ab 1655            | 1999 | Die Friedenskirche in Jawor (Jauer) und die in Świdnica (Schweidnitz) wurden 1999 in die Liste des UNESCO-Weltkulturerbes aufgenommen. |
| Holzkirchen im südlichen Kleinpolen                         |      | Woiwodschaft Kleinpolen | ab 15. Jahrhundert | 2003 | Die Holzkirchen im südlichen Kleinpolen sind eine Auswahl von sechs Holzkirchen in Kleinpolen, die 2003 in die Liste des UNESCO-Welterbes aufgenommen wurden. Sie gehören zu den am besten erhaltenen und ältesten gotischen Holzkirchen, die für die Woiwodschaft Kleinpolen und den westlichen Teil der Woiwodschaft Karpatenvorland charakteristisch sind. |
| Holzkirchen der Karpatenregion in Polen und der Ukraine     |      | Karpaten                | ab 16. Jahrhundert | 2013 | Die Holzkirchen der Karpatenregion in Polen und der Ukraine sind 16 ostkatholische oder griechisch-orthodoxe Kirchen in den nördlichen Karpaten im heutigen Süd-Polen und der westlichen Ukraine, die in der Zeit zwischen dem 16. und 19. Jahrhundert errichtet und am 21. Juni 2013 in die Liste des UNESCO-Welterbes aufgenommen wurden. |

## Portugal
| Name                             | Bild | Ort               | Baujahr             | U-W  | Bemerkung                                                        |
| -------------------------------- | ---- | ----------------- | ------------------- | ---- | ---------------------------------------------------------------- |
| Kloster Alcobaça                 |      | Alcobaça          | 12. Jahrhundert     | 1989 |                                                                  |
| Kathedrale von Angra do Heroísmo |      | Angra do Heroísmo | 17. Jahrhundert     | 1983 | Teil des Stadtzentrums von Angra do Heroísmo                     |
| Kloster Batalha                  |      | Batalha           | 12. Jahrhundert     | 1983 |                                                                  |
| Bom Jesus do Monte               |      | Braga             | 14.–18. Jahrhundert | 2019 |                                                                  |
| Kathedrale von Coimbra           |      | Coimbra           | 17. Jahrhundert     | 1988 | Teil der Universität Coimbra                                     |
| Sé Velha                         |      | Coimbra           | 12. Jahrhundert     | 1988 | Teil der Universität Coimbra                                     |
| Nossa Senhora da Assunção        |      | Elvas             | 16. Jahrhundert     | 1988 | Teil der Grenz- und Garnisonsstadt Elvas mit ihren Befestigungen |
| Kathedrale von Évora             |      | Évora             | 12. Jahrhundert     | 1988 | Teil des historischen Zentrums von Évora                         |
| Hieronymitenkloster              |      | Lissabon          | 16. Jahrhundert     | 1983 | Hieronymuskloster und Turm von Belém in Lissabon                 |
| Kathedrale von Porto             |      | Porto             | 12. Jahrhundert     | 1996 | Teil der Altstadt von Porto                                      |
| Christuskloster in Tomar         |      | Tomar             | 12. Jahrhundert     | 1983 |                                                                  |

## Rumänien
| Name                                                | Bild | Ort             | Baujahr            | U-W       | Bemerkung |
| --------------------------------------------------- | ---- | --------------- | ------------------ | --------- | --- |
| Dörfer mit Kirchenburgen in Siebenbürgen (Welterbe) |      | Siebenbürgen    | ab 14. Jahrhundert | 1993/1999 | In Siebenbürgen (Rumänien) sind etwa 150 Kirchenburgen und Wehrkirchen, die seinerzeit zur Verteidigung gegen Türken und Tataren-Einfälle erbaut wurden, in teilweise sehr gutem Zustand erhalten geblieben. Die Kirchenburgen des UNESCO-Weltkulturerbes befinden sich im Süden Siebenbürgens, zwischen den Flüssen Große Kokel und Alt, im Burzenland und im nördlicheren Kreis Bistritz. Sie wurden von den Siebenbürger Sachsen, von Ungarn und von Szeklern erbaut. Um ihren Erhalt bemüht sich die Stiftung Kirchenburgen. Zum Welterbe gehören die sieben Dörfer Biertan (Birthälm), Câlnic (Kelling), Dârjiu (Ders), Prejmer (Tartlau), Saschiz (Keisd), Valea Viilor (Wurmloch) und Viscri (Deutsch-Weißkirch). |
| Kloster Horezu                                      |      | Kleine Walachei | 1690               | 1993      | Das Kloster Horezu steht im Westen der Walachei am Fuße der Karpaten. Das Kloster wurde 1690 von dem damaligen Fürsten der Walachei Constantin Brâncoveanu (1654–1714) gegründet. Das Kloster ist im Brâncoveanu-Stil gebaut. |
| Moldauklöster                                       |      | Kleine Walachei | ab 15. Jahrhundert | 1993      | Die Moldauklöster sind eine Gruppe von rumänisch-orthodoxen Klöstern in der südlichen Bukowina. Ihr Bau wurde im 15. und 16. Jahrhundert im damaligen Fürstentum Moldau von Stefan dem Großen und seinen Nachfolgern rund um den Amtssitz Suceava veranlasst. Zum Welterbe gehören die acht Kirchen Kirche der Enthauptung Johannes des Täufers in Arbore, Mariä-Entschlafens-Kirche in Humor, Kirche Mariä Verkündigung in Moldovița, Kreuzerhöhungskirche in Pătrăuți, Nikolaikirche in Probota, Georgskirche in Suceava, Auferstehungskirche in Sucevița und Georgskirche in Voroneț. |
| Holzkirchen in der Maramureș                        |      | Maramureș       | ab 17. Jahrhundert | 1999      | Die Holzkirchen in der Maramureș sind etwa 60 Kirchengebäude in der Region Maramureș, ca. 45 davon in Rumänien, ungefähr 15 in der Ukraine. Acht davon im rumänischen Kreis Maramureș sind von der UNESCO zum Welterbe erklärt worden: Bârsana, Holzkirche von Budești Josani in Budești, Desești, Holzkirche von Ieud Deal in Ieud, Holzkirche von Plopiș in Plopiș (Maramureș), Holzkirche von Poienile Izei in Poienile Izei, Holzkirche von Rogoz in Rogoz (Maramureș) und Holzkirche in Șurdești. |

## Russland (europ. Landesteil)
| Name                                                    | Bild | Ort              | Baujahr            | U-W  | Bemerkung |
| ------------------------------------------------------- | ---- | ---------------- | ------------------ | ---- | --- |
| Kirchen in Sankt Petersburg (Stadt u. Oblast)           |      | Sankt Petersburg | ab 18. Jahrhundert | 1990 | Als Teil der Stadt wie auch der Oblast von Sankt Petersburg sind auch die Kirchen seit 1990 zum UNESCO-Weltkulturerbe erklärt worden. (Siehe auch → Liste von Kirchen in Sankt Petersburg und die Städte bzw. Kirchen innerhalb des Oblast Sankt Petersburg u. a. in Gattschina, Kronstadt, Lomonossow, Pawlowsk, Peterhof, Puschkin, Schlüsselburg, die ebenfalls Teil des UNESCO-Weltkulturerbe sind.)                  |
| Holzkirchen von Kischi Pogost                           |      | Kischi           | ab 18. Jahrhundert | 1990 | Die Holzkirchen von Kischi Pogost befinden sich auf der Insel Kischi im westlichen Teil des Onegasees. Unter ihnen die im Jahre 1714 erbaute, 35 m hohe Verklärungskirche, die von 22 Zwiebeltürmen bekrönt und von 30.000 Schindeln aus Espenholz gedeckt wird, gilt als der kühnste erhaltene Holzbau Russlands, bei dem kein Nagel verwandt wurde. Die Holzkirchen sind 1990 zum UNESCO-Weltkulturerbe erklärt worden. |
| Kirchen im Moskauer Kreml                               |      | Moskau           | ab 15. Jahrhundert | 1990 | Als Teil des Moskauer Kreml sind auch die Kirchen innerhalb davon 1990 zum UNESCO-Weltkulturerbe erklärt worden. |
| Kirchen in Weliki Nowgorod                              |      | Weliki Nowgorod  | ab 10. Jahrhundert | 1992 | Als Teil der Altstadt von Sophienkathedrale sind auch ihre Kirchen, wie z. B. die Sophienkathedrale 1992 zum UNESCO-Weltkulturerbe erklärt worden. |
| Kirchen auf den Solowezki-Inseln                        |      | Solowezki-Inseln | ab 16. Jahrhundert | 1992 | Als Teil der Solowezki-Inseln sind auch die Kirchen des Solowezki-Klosters 1992 zum UNESCO-Weltkulturerbe erklärt worden. |
| Kirchen der Weißen Monumente von Wladimir und Susdal    |      | Oblast Wladimir  | ab 12. Jahrhundert | 1992 | Zu den Weißen Monumente von Wladimir und Susdal gehören auch mehrere Kirchen, die 1992 zum UNESCO-Weltkulturerbe erklärt worden sind. |
| Kirchen des Dreifaltigkeitsklosters von Sergijew Possad |      | Sergijew Possad  | ab 14. Jahrhundert | 1993 | Als Teil des Kirchen des Dreifaltigkeitsklosters von Sergijew Possad zählen hiervon auch mehrere Kirchen seit 1993 zum UNESCO-Weltkulturerbe. |
| Christi-Himmelfahrts-Kirche in Kolomenskoe              |      | Kolomenskoje     | 1532               | 1994 | Die Christi-Himmelfahrts-Kirche in Kolomenskoe zählt seit 1994 zum UNESCO-Weltkulturerbe. |
| Kirchen im Kasaner Kreml                                |      | Kasan            | 16. Jahrhundert    | 2000 | Als Teil des Kasaner Kreml in Kasan zählt neben anderen Kirchen u. a. auch die Mariä-Verkündigungs-Kathedrale seit 2000 zum UNESCO-Weltkulturerbe. |
| Kirchen des Klosters Ferapontow                         |      | Oblast Wologda   | 15. Jahrhundert    | 2000 | Als Teil des Klosters Ferapontow zählen mehrere Kirchen seit 2000 zum UNESCO-Weltkulturerbe. |
| Kirchen des Nowodewitschi-Klosters                      |      | Moskau           | ab 16. Jahrhundert | 2004 | Als Teil des Nowodewitschi-Klosters zählen auch mehrere Kirchen seit 2004 zum UNESCO-Weltkulturerbe. |
| Kirchen der Altstadt von Jaroslawl                      |      | Jaroslawl        | ab 12. Jahrhundert | 2005 | Als Teil der Altstadt von Jaroslawl zählen auch mehrere Kirchen seit 2005 zum UNESCO-Weltkulturerbe. |
| Mariä-Himmelfahrts-Kathedrale der Inselstadt Swijaschsk |      | Swijaschsk       | ab 16. Jahrhundert | 2017 | Die Mariä-Himmelfahrts-Kathedrale der Inselstadt Swijaschsk zählt seit 2017 zum UNESCO-Weltkulturerbe. |
| Kirchen der Architekturschule von Pskow                 |      | Pskow            | ab 12. Jahrhundert | 2019 | Die Kirchen der Architekturschule von Pskow zählen seit 2019 zum UNESCO-Weltkulturerbe. |

## San Marino
| Name                    | Bild | Ort              | Baujahr | U-W  | Bemerkung |
| ----------------------- | ---- | ---------------- | ------- | ---- | --- |
| Basilika San Marino     |      | Stadt San Marino | 1855    | 2008 | Die Kirche gehört seit 2008 mit der gesamten Altstadt von San Marino zum UNESCO-Welterbe und ist auf der San-Marinesischen 10-Cent-Münze abgebildet. |
| San Pietro              |      | Stadt San Marino | um 1600 | 1984 | Die Kirche unweit der Basilika gehört seit 2008 mit der gesamten Altstadt von San Marino zum UNESCO-Welterbe. Sie beherbergt einen kostbaren Altar aus Marmor, der 1689 vom Musiker Antonio Tedeschi gespendet wurde. Eine Statue des Heiligen Petrus stammt von Enrico Saroldi. In der Krypta der Kirche gibt es zwei in Felsen gehauene Apsisnischen, wo sich angeblich die sterblichen Überreste der Heiligen Marinus und Leo befanden. |
| Chiesa di San Francesco |      | Stadt San Marino | um 1600 | 1984 | Die Kirche gehört seit 2008 mit der gesamten Altstadt von San Marino zum UNESCO-Welterbe und zählt zu den ältesten römisch-katholischen Kirchen in der Republik San Marino. |

## Schweden
| Name                     | Bild | Ort   | Baujahr            | U-W  | Bemerkung |
| ------------------------ | ---- | ----- | ------------------ | ---- | --- |
| Dom zu Visby             |      | Visby | ab 12. Jahrhundert | 1995 | Die Domkirche zu Visby oder der Dom zu Visby, der auch unter dem ursprünglichen Namen Sankt-Maria-Kirche bekannt ist, ist die einzige verbliebene mittelalterliche Hauptkirche der alten Hansestadt Visby auf der schwedischen Insel Gotland. Sie ist seit 1572 Bischofskirche des Bistums Visby der Schwedischen Kirche. Als der Hansestadt Visby ist der Dom zusammen mit zahlreichen Kirchenruinen seit 1995 UNESCO-Welterbe. |
| Kirchenbezirk Gammelstad |      | Luleå | ab 13. Jahrhundert | 1996 | Rund um die im 13. Jahrhundert erbaute Steinkirche ist das Kirchendorf von Gammelstad zu finden. Es ist eine Siedlung von 400 Hütten (kyrkstugor), in denen die Bewohner der Gemeinde übernachten konnten, wenn sie zum Gottesdienst nach Luleå kamen. Das Kirchendorf von Gammelstad gehört seit 1996 zum UNESCO-Weltkulturerbe.                                                                                                |

## Schweiz
| Name                                                      | Bild | Ort                           | Baujahr            | U-W  | Bemerkung |
| --------------------------------------------------------- | ---- | ----------------------------- | ------------------ | ---- | --- |
| Stiftskirche St. Gallen                                   |      | St. Gallen                    | 18. Jahrhundert    | 1983 | zusammen mit dem Stiftsbezirk seit 1983 UNESCO-Welterbe |
| Kirchen der Berner Altstadt                               |      | Bern                          | ab 1421            | 1983 | Das Berner Münster, die Nydegg- und die Heiliggeistkirche sind als Teil der Berner Altstadt seit 1983 UNESCO-Welterbe                                                                      |
| Kirchen des Benediktinerinnenklosters St. Johann          |      | Müstair                       | ab 775             | 1983 | Als Teil des Benediktinerinnenklosters St. Johann gehören die Klosterkirche, die Heiligkreuzkapelle sowie eine St. Ulrich und St. Nikolaus geweihte Kapelle seit 1983 zum UNESCO-Welterbe. |
| Kirchen der Zwillingsstädte La Chaux-de-Fonds u. Le Locle |      | La Chaux-de-Fonds u. Le Locle | ab 14. Jahrhundert | 2009 | Als Teil der Zwillingsstädte La Chaux-de-Fonds u. Le Locle gehören die Kirchen in La Chaux-de-Fonds und in Le Locle seit 2009 zum UNESCO-Welterbe.                                         |

## Serbien
| Name                               | Bild | Ort            | Baujahr            | U-W  | Bemerkung |
| ---------------------------------- | ---- | -------------- | ------------------ | ---- | --- |
| Kloster Sopoćani                   |      | bei Novi Pazar | 1265               | 1979 | Die einschiffige Basilika gehört seit 1979 als Teil des Klosters Sopoćani zum UNESCO-Welterbe. Sie hat im Osten eine halbkreisförmige Apsis und im Westen einen großen Narthex mit seitlichen Kapellen. Über der Vierung wölbt sich die Kuppel auf einem runden, durch Fenster und Blendarkaden gegliederten Tambour (Architektur). In vielen Details zeigen sich romanische Einflüsse aus dem Küstengebiet. Den hohen, quadratischen Glockenturm neben der Kirche ließ Stefan Uroš IV. Dušan in der ersten Hälfte des 14. Jahrhunderts errichten. |
| Petrova crkva (Peterskirche)       |      | bei Novi Pazar | ab 6. Jahrhundert  | 1979 | Die Peterskirche ist die älteste Kirche in Serbien und das einzige völlig erhalten gebliebene Denkmal aus der Zeit vor den Nemanjiden. Als Teil der Stätte Stari Ras und Sopoćani ist sie seit 1979 UNESCO-Welterbe |
| Kirchen des Klosters Studenica     |      | Ušće           | ab 12. Jahrhundert | 1986 | Die drei Kirchen des Klosters Studenica (Muttergotteskirche, Königskirche und Nikolauskirche) gehören als Teil des Klosters seit 1986 zum UNESCO-Welterbe. |
| Mittelalterliche Kirchen im Kosovo |      | Kosovo         | ab 14. Jahrhundert | 2004 | Zu den Mittelalterlichen Denkmälern im Kosovo zählen drei Klöster mit jeweils mindestens einer Kirche (Kloster Visoki Dečani, Patriarchenkloster Peć und Kloster Gračanica) sowie die Muttergotteskirche Ljeviska, die allesamt seit 2004 zum UNESCO-Welterbe für Serbien gehören, wiewohl Kosovo seit 2008 ein unabhängiger und als eigenständig anerkannter Staat ist. |

## Slowakei
| Name                                                | Bild | Ort               | Baujahr                 | U-W  | Bemerkung                                                                                              |
| --------------------------------------------------- | ---- | ----------------- | ----------------------- | ---- | --- |
| Oberkirche auf dem Kalvarienberg (Banská Štiavnica) |      | Banská Štiavnica  | 1744–1745               | 1993 | eines von mehreren Kirchengebäuden in der Bergbaustadt Banská Štiavnica                                |
| St. Ägidius                                         |      | Bardejov          | 14. Jahrhundert         | 2000 | Teil der Altstadt von Bardejov                                                                         |
| Holzkirchen im slowakischen Teil der Karpaten       |      | Karpaten          | 16. bis 18. Jahrhundert | 2008 | Acht Kirchen in Bodružal, Hervartov, Hronsek, Kežmarok, Ladomirová, Leštiny, Ruská Bystrá und Tvrdošín |
| St. Jakob                                           |      | Levoča            | 14. Jahrhundert         | 1993 | Teil der Altstadt von Levoča                                                                           |
| Kathedrale des heiligen Martin                      |      | Spišské Podhradie | 1245–1273               | 2009 | Teil des UNESCO-Welterbes Levoča, Zipser Burg und damit assoziierte Kulturmonumente                    |
| Heilig-Geist-Kirche                                 |      | Žehra             | 1275                    | 2009 | Teil des UNESCO-Welterbes Levoča, Zipser Burg und damit assoziierte Kulturmonumente                    |

## Slowenien
| Name                                               | Bild | Ort       | Baujahr   | U-W  | Bemerkung |
| -------------------------------------------------- | ---- | --------- | --------- | ---- | --- |
| Bauwerke des Architekten Jože Plečnik in Ljubljana |      | Ljubljana | 1937–1938 | 2021 | Von den Bauwerken des Architekten Jože Plečnik in Ljubljana gehört u. a. auch die St.-Michael-Kirche seit 2021 zum UNESCO-Welterbe. |

## Spanien
| Name                                                              | Bild | Ort                           | Baujahr            | U-W           | Bemerkung |
| ----------------------------------------------------------------- | ---- | ----------------------------- | ------------------ | ------------- | --- |
| Kathedralmoschee von Córdoba                                      |      | Córdoba                       | ab 784             | 1984          | Die Kathedralmoschee von Córdoba (Mezquita-Catedral de Córdoba) ist seit der Reconquista die römisch-katholische Kathedrale in Córdoba. Mezquita ist das spanische Wort für Moschee. Als Bischofskirche des Bistums Córdoba heißt sie Catedral de Nuestra Señora de la Asunción („Kathedrale von Mariä Aufnahme in den Himmel“). Architektonische Weltgeltung besitzt das Bauwerk als ehemalige Hauptmoschee aus der Epoche des maurischen Spaniens. Der riesige Betsaal ist durch Hufeisenbögen in 19 etwa gleich hohe Schiffe mit bis zu 36 Jochen aufgeteilt. Er wurde durch die Emire und Kalifen von Córdoba in mehreren Bauabschnitten immer wieder erweitert. Das Bauwerk gehört mit ca. 23.000 m² zu den größten ehemaligen Moscheebauten weltweit. Im 16. Jahrhundert wurde ein gotisches Kirchenschiff in die Halle hineingebaut und das Minarett durch einen Glockenturm ersetzt. Seit 1984 gehört die Mezquita-Catedral zum UNESCO-Weltkulturerbe. |
| Kathedrale von Burgos                                             |      | Burgos                        | 1221–1567          | 1984          | |
| Klosterkirche Real Sitio de San Lorenzo de El Escorial            |      | San Lorenzo de El Escorial    | 1563–1584          | 1984          | Teil der Schloss- und Klosteranlage Real Sitio de San Lorenzo de El Escorial |
| Die Kirchen der Altstadt von Segovia                              |      | Segovia                       | ab 16. Jahrhundert | 1985          | Als Teil der Altstadt von Segovia wurden mehrere Kirchen, darunter die Kathedrale von Segovia Nuestra Señora de la Asunción y de San Frutos, 1985 in die Liste des UNESCO-Weltkulturerbes aufgenommen. |
| Kirchen von Oviedo und des Königreiches Asturien                  |      | Oviedo u. Königreich Asturien | ab 848             | 1985          | Von den Denkmälern der Stadt Oviedo und des Königreiches Asturien wurden 1985 zunächst die Kirchen San Miguel de Lillo, Santa María del Naranco und Santa Cristina de Lena unter der Bezeichnung Kirchen des Königreiches Asturien in das Welterbe aufgenommen. 1998 wurde die Welterbestätte um San Julián de los Prados, Cámara Santa der Kathedrale von Oviedo und La Foncalada erweitert und umbenannt. |
| Kathedrale von Santiago de Compostela                             |      | Santiago de Compostela        | ab 1075            | 1985          | 1985 wurde die Altstadt von Santiago de Compostela – und damit auch die Kathedrale – zum UNESCO-Weltkulturerbe erklärt. |
| Kirchen am spanischen Jakobsweg                                   |      | Camino de la Costa            | ab 13. Jahrhundert | 1993 und 2015 | Bedeutende Kirchen wie die Kathedrale von Mondoñedo auf dem spanischen Pilgerweg nach Santiago de Compostela (alternativ zum klassischen Camino Francés) und die Routen Nordspaniens wurden 1993 mit der Erweiterung 2015 zum UNESCO-Weltkulturerbe erklärt. |
| Kirchen der Altstadt von Avila und außerhalb der Stadtmauer       |      | Ávila                         | ab 12. Jahrhundert | 1985          | Die Kirchen der Altstadt von Ávila wie die Kathedrale von Ávila, San Vicente, San Pedro, Santo Tomás und San Andrés, die teilweise außerhalb der (bereits im Mittelalter zu engen) Stadtmauer liegen, wurden 1985 zum UNESCO-Welterbe erklärt. |
| Toledo                                                            |      | Toledo                        | ab 1226            | 1985          | Die Altstadt mit der Kathedrale Santa María aus dem 13. bis 15. Jahrhundert und dem Alcázar aus dem 16. Jahrhundert sowie zahlreichen weiteren Kirchen, einem Kloster und Museen wurde im Dezember 1986 in die Liste des UNESCO-Weltkulturerbe aufgenommen. |
| Kirchen der Altstadt von Cáceres                                  |      | Cáceres                       | ??                 | 1985          | Die Altstadt von Cáceres mit den beiden innerhalb der Stadtmauer liegenden Kirchen Santa María und San Mateo wurde im Jahr 1986 zum UNESCO-Welterbe erklärt. |
| Kathedrale von Sevilla                                            |      | Sevilla                       | ab 1401            | 1987          | Die Kathedrale, der Alcázar und das Archivo General de Indias bilden zusammen ein monumentales Ensemble in der Innenstadt von Sevilla, das 1987 zum UNESCO-Welterbe erklärt wurde. |
| Kirchen der Altstadt von Salamanca                                |      | Salamanca                     | ab 12. Jahrhundert | 1988          | Als Teil der Altstadt von Salamanca sind die Alte und Neue Kathedrale von Salamanca sowie die Kirche des Klosters San Esteban 1988 zum UNESCO-Welterbe erklärt worden. |
| Kirche der Zisterzienserabtei Poblet                              |      | Vimbodí i Poblet              | ab 12. Jahrhundert | 1991          | Als Teil der Zisterzienserabtei Poblet ist auch die Abteikirche 1991 zum UNESCO-Welterbe erklärt worden. |
| Kirche des Königlichen Klosters Unserer Lieben Frau von Guadelupe |      | Provinz Cáceres               | ab 14. Jahrhundert | 1995          | Als Teil des Königlichen Klosters Unserer Lieben Frau von Guadelupe ist auch die Kirche 1995 zum UNESCO-Welterbe erklärt worden. |
| Kirchen der beiden Klöster in San Millán de la Cogolla            |      | San Millán de la Cogolla      | ab 574             | 1997          | Die beiden Klöster San Millán de Yuso und San Millán de Suso bilden zusammen ein Ensemble bzw. das Kloster San Millán de la Cogolla. San Millán de Suso (suso = oben) liegt dabei oberhalb des im Tal errichteten San Millán de Yuso (yuso = unten). Beide Klöster wurden zusammen mit ihren Kirchen 1997 von der UNESCO ihrer Bedeutung wegen zum Weltkulturerbe erklärt. |
| Kirchen des historischen Zentrums von Alcalá de Henares           |      | Alcalá de Henares             | ab 16. Jahrhundert | 1998          | Als Teil der Altstadt von Alcalá de Henares (Geburtsort von Miguel de Cervantes) wurden auch die Kirchen 1998 zum UNESCO-Weltkulturerbe erklärt. |
| Kirchen in San Cristóbal de La Laguna                             |      | San Cristóbal de La Laguna    | ab 16. Jahrhundert | 1999          | Als Teil der Universitätsstadt von San Cristóbal de La Laguna wurden auch die Kirchen 1999 zum UNESCO-Weltkulturerbe erklärt. |
| Kirchen im Vall de Boí                                            |      | Vall de Boí                   | ab 9. Jahrhundert  | 2000          | Das schmale Vall de Boí liegt in der Pyrenäen-Region Alta Ribagorça umgeben von steilen Bergen. Das Tal besitzt eine außergewöhnlich hohe Anzahl an frühromanischen Kirchen im Stil der Katalanischen Romanik, die auf einer sehr kleinen Fläche konzentriert sind. Bis weit ins letzte Jahrhundert blieb das Tal recht isoliert, so dass die Kirchen kaum durch Einflüsse von außen verändert wurden. Neun Kirchengebäude wurden ins Welterbe aufgenommen: Sant Climent (Taüll), Santa Maria (Taüll), Sant Feliu (Barruera), Sant Joan (Boí), Santa Eulàlia (Erill la Vall), Santa Maria (Cardet), Santa Maria de l’Assumpció (Cóll), Nativitat de la Mare de Déu (Durro) und Ermita Sant Quirc (Durro). |
| Kirchen in der Kulturlandschaft von Aranjuez                      |      | Aranjuez                      | ab 16. Jahrhundert | 2001          | Als Teil der Stadt Aranjuez sind auch deren Kirchen 2001 zum UNESCO-Weltkulturerbe erklärt worden. |
| Kirchen der Städte Úbeda und Baeza                                |      | Úbeda u. Baeza                | ab ??              | 2003          | Als Teil der Städte Úbeda und Baeza sind auch deren Kirchen 2003 zum UNESCO-Weltkulturerbe erklärt worden. |
| Sagrada Família                                                   |      | Barcelona                     | ab 1882            | 2005          | Die UNESCO nahm 2005 die Geburtsfassade und die Krypta der Sagrada Família als Erweiterung des Weltkulturerbedenkmals Werke von Antoni Gaudí in ihre Liste des Weltkulturerbes auf. |
| Die Krypta von Gaudí                                              |      | Santa Coloma de Cervelló      | ab 1898            | 2005          | Die UNESCO nahm 2005 auch Die Krypta von Gaudí als Teil des Weltkulturerbedenkmals Werke von Antoni Gaudí in ihre Liste des Weltkulturerbes auf. |

## Tschechien
| Name                              | Bild | Ort              | Baujahr                     | U-W  | Bemerkung                                                                                                |
| --------------------------------- | ---- | ---------------- | --------------------------- | ---- | --- |
| St.-Veit-Kirche                   |      | Český Krumlov    | 1407–1438                   | 1992 | Teil der Altstadt von Český Krumlov                                                                      |
| Dom der heiligen Barbara          |      | Kutná Hora       | 1388–1905                   | 1995 | Teil des Weltkulturerbes Altstadt von Kutná Hora mit Barbarakirche und Klosterkirche des Klosters Sedlec |
| Klosterkirche des Klosters Sedlec |      | Kutná Hora       | 1280–1330                   | 1995 | Teil des Weltkulturerbes Altstadt von Kutná Hora mit Barbarakirche und Klosterkirche des Klosters Sedlec |
| Veitsdom                          |      | Prag             | 1344–1929                   | 1992 | Teil der Prager Altstadt                                                                                 |
| Basilika St. Jakob                |      | Prag             | 1374                        | 1992 | Teil der Prager Altstadt                                                                                 |
| Pfarrkirche St. Jakob             |      | Telč             |                             | 1992 | Teil der Altstadt von Telč                                                                               |
| St.-Prokop-Basilika               |      | Třebíč           | 1101 Wiederaufbau 1240–1280 | 2003 | Teil des Weltkulturerbes Jüdisches Viertel und St.-Prokop-Basilika in Třebíč                             |
| Wallfahrtskirche Zelená Hora      |      | Žďár nad Sázavou | 1719–1722                   | 1994 | Wallfahrtskirche des Heiligen Johannes von Nepomuk                                                       |

## Ukraine
| Name                                       | Bild | Ort               | Baujahr       | U-W  | Bemerkung                                                                                  |
| ------------------------------------------ | ---- | ----------------- | ------------- | ---- | ------------------------------------------------------------------------------------------ |
| St. Georgskirche                           |      | Drohobytsch       | um 1500       | 2013 | Teil des Weltkulturerbes Holzkirchen der Karpatenregion in Polen und der Ukraine           |
| Kirche der Auferstehung des Herrn          |      | Jassinja          | 1824          | 2013 | Teil des Weltkulturerbes Holzkirchen der Karpatenregion in Polen und der Ukraine           |
| Mariä-Entschlafens-Kathedrale              |      | Kiew              | 1073–1078     | 1990 | im Bereich des Kiewer Höhlenklosters, war lange Zeit der wichtigste Sakralbau Altrusslands |
| Sophienkathedrale                          |      | Kiew              | 1037 begonnen | 1990 |                                                                                            |
| Sankt-Georgs-Kathedrale                    |      | Lemberg           | 1744–1770     | 1998 | eines von mehreren Kirchengebäuden der ausgezeichneten Lemberger Altstadt                  |
| Demetriuskirche                            |      | Matkiw            | 1838          | 2013 | Teil des Weltkulturerbes Holzkirchen der Karpatenregion in Polen und der Ukraine           |
| Kirche zur Geburt der Jungfrau Maria       |      | Nyschnij Werbisch | 1756–1808     | 2013 | Teil des Weltkulturerbes Holzkirchen der Karpatenregion in Polen und der Ukraine           |
| Kirche zur Entsendung des Heiligen Geistes |      | Potelytsch        | 1502          | 2013 | Teil des Weltkulturerbes Holzkirchen der Karpatenregion in Polen und der Ukraine           |
| Kirche zur Entsendung des Heiligen Geistes |      | Rohatyn           |               | 2013 | Teil des Weltkulturerbes Holzkirchen der Karpatenregion in Polen und der Ukraine           |
| Dreifaltigkeitskirche                      |      | Schowkwa          | 1720          | 2013 | Teil des Weltkulturerbes Holzkirchen der Karpatenregion in Polen und der Ukraine           |
| Kirche des Erzengel Michael                |      | Uschok            | 1745          | 2013 | Teil des Weltkulturerbes Holzkirchen der Karpatenregion in Polen und der Ukraine           |

## Ungarn
| Name                                           | Bild | Ort         | Baujahr         | U-W  | Bemerkung                                                                          |
| ---------------------------------------------- | ---- | ----------- | --------------- | ---- | ---------------------------------------------------------------------------------- |
| Matthiaskirche                                 |      | Budapest    | 1255–1269       | 1987 | Teil der Altstadt von Budapest                                                     |
| Klosterkirche der Territorialabtei Pannonhalma |      | Pannonhalma | 10. Jahrhundert | 1996 | Die Erzabtei Pannonhalma ist Stammkloster der Ungarischen Benediktinerkongregation |

## Vatikanstadt
Kirchengebäude in der Vatikanstadt:
(Bestandteil der Weltkulturerbestätte „Vatikanstadt“)
| Name                | Bild | Ort          | Baujahr   | U-W  | Bemerkung                       |
| ------------------- | ---- | ------------ | --------- | ---- | ------------------------------- |
| Petersdom           |      | Vatikanstadt | 1506–1626 | 1984 | Päpstliche Basilika             |
| Sixtinische Kapelle |      | Vatikanstadt | 1475–1483 | 1984 | Kapelle im Apostolischen Palast |

Exterritoriale Kirchengebäude des Heiligen Stuhls:
(Bestandteil der Weltkulturerbestätte „Historisches Zentrum Roms, die extraterritorialen Stätten des Heiligen Stuhls in der Stadt und Sankt Paul vor den Mauern“)
| Name                            | Bild | Ort | Baujahr                    | U-W  | Bemerkung                                                                                                 |
| ------------------------------- | ---- | --- | -------------------------- | ---- | --- |
| Lateranbasilika                 |      | Rom | begonnen im 4. Jahrhundert | 1990 | Päpstliche Basilika, extraterritoriales Kirchengebäude des Heiligen Stuhls in der Altstadt von Rom        |
| Santa Maria Maggiore            |      | Rom | 432–440                    | 1990 | Päpstliche Basilika, extraterritoriales Kirchengebäude des Heiligen Stuhls in der Altstadt von Rom        |
| SS. Salvatore della Scala Santa |      | Rom | 1585–1590                  | 1990 | extraterritoriales Kirchengebäude des Heiligen Stuhls in der Altstadt von Rom                             |
| Sankt Paul vor den Mauern       |      | Rom | 1823–1854                  | 1980 | Päpstliche Basilika, extraterritoriales Kirchengebäude des Heiligen Stuhls außerhalb der Altstadt von Rom |

## Vereinigtes Königreich

### Bermuda
| Name                                        | Bild | Ort      | Baujahr | U-W  | Bemerkung |
| ------------------------------------------- | ---- | -------- | ------- | ---- | --- |
| Kirche auf der Bermuda-Insel Saint George’s |      | Saltaire | 1859    | 2000 | Als Teil der Bermuda-Insel Saint George’s gehört auch die St. Peter’s Church als älteste anglikanische Kirche Amerikas seit 2000 zum UNESCO-Welterbe. |

### England
| Name                                                                              | Bild | Ort                  | Baujahr            | U-W  | Bemerkung |
| --------------------------------------------------------------------------------- | ---- | -------------------- | ------------------ | ---- | --- |
| The Cathedral Church of Christ, Blessed Mary the Virgin and St Cuthbert of Durham |      | Durham               | vor 1093           | 1986 | |
| St Margaret’s Church                                                              |      | Westminster (London) | ab 1486            | 1987 | |
| The Collegiate Church of St Peter, Westminster                                    |      | Westminster (London) | ab 1045            | 1987 | bekannt als Westminster Abbey, englische bzw. britische Krönungskirche                                               |
| Kirchen der Stadt Bath                                                            |      | Bath                 | ab 1156            | 1987 | Als Teil der Stadt Bath sind die Kirchen, u. a. die Abteikirche Bath, 1987 zum UNESCO-Weltkulturerbe erklärt worden. |
| St Martin’s Church                                                                |      | Canterbury           | 6. Jahrhundert     | 1988 | anglikanisches Kirchengebäude                                                                                        |
| The Cathedral of Christ Church                                                    |      | Canterbury           | vor 950            | 1988 | Kirche des Erzbischofs von Canterbury (Primate of all England)                                                       |
| Kirche St. Peter ad Vincula im Tower of London                                    |      | City of London       | ab 13. Jahrhundert | 1988 | Als Teil des Tower of London gehört auch die Kirche St. Peter ad Vincula seit 1988 zum UNESCO-Welterbe.              |
| United Reformed Church                                                            |      | Saltaire             | 1859               | 2001 | ein Kirchengebäude innerhalb der ausgezeichneten viktorianischen Mustersiedlung Saltaire                             |

### Schottland
| Name                | Bild | Ort       | Baujahr | U-W  | Bemerkung |
| ------------------- | ---- | --------- | ------- | ---- | --- |
| St Giles’ Cathedral |      | Edinburgh | vor 854 | 1995 | Hauptkirche der Church of Scotland, eines von mehreren Kirchengebäuden innerhalb der ausgezeichneten Altstadt und Neustadt von Edinburgh |

## Zypern
| Name                                  | Bild | Ort             | Baujahr                 | U-W  | Bemerkung                                     |
| ------------------------------------- | ---- | --------------- | ----------------------- | ---- | --------------------------------------------- |
| Bemalte Kirchen im Gebiet von Troodos |      | Troodos-Gebirge | etwa ab 11. Jahrhundert | 2001 | 11 von 12 Kirchen als Weltkulturerbe gelistet |